# Spaser
Spaser ou laser plasmônico é um tipo de laser que visa confinar a luz em uma escala de comprimento de onda abaixo do limite de difração de luz de Rayleigh, armazenando parte da energia da luz em oscilações eletrônicas chamadas de polaritons plasmônicos de superfície. O fenômeno foi descrito pela primeira vez por Bergman e Stockman em 2003. A palavra spaser é um acrônimo em inglês para "amplificação de plasmon de superfície por emissão estimulada de radiação". Os primeiros dispositivos foram anunciados em 2009 por três grupos: Uma nanopartícula de 44 nanômetros de diâmetro com um núcleo de ouro cercado por um meio de ganho de Dióxido de silício tingido criado por pesquisadores das universidades Purdue, Norfolk State e Cornell; um nanofio em uma tela de prata por um grupo de Berkeley; e uma camada semicondutora de 90 nm cercada por prata bombeada eletricamente por grupos da Eindhoven University of Technology e da Universidade Estadual do Arizona. Enquanto a equipe Purdue-Norfolk State-Cornell demonstrou o modo plasmônico confinado, a equipe de Berkeley e a equipe de Eindhoven-Arizona demonstraram o laser no chamado modo de lacuna plasmônica.
O spaser é uma fonte proposta em nanoescala de campos ópticos que está sendo investigada em vários laboratórios líderes em todo o mundo. Os spasers podem encontrar uma ampla gama de aplicações, incluindo nanolitografia, fabricação de nanocircuitos fotônicos ultrarrápidos, sensoriamento bioquímico de molécula única e microscopia.

Da Nature Photonics:
Um spaser é a contraparte nanoplasmônica de um laser, mas (idealmente) não emite fótons. É análogo ao laser convencional, mas em um spaser os fótons são substituídos por plasmons de superfície e a cavidade ressonante é substituída por uma nanopartícula, que suporta os modos plasmônicos. Da mesma forma que um laser, a fonte de energia para o mecanismo é um meio ativo (ganho) que é excitado externamente. Este campo de excitação pode ser óptico e não relacionado à frequência de operação do spaser; por exemplo, um spaser pode operar no infravermelho próximo, mas a excitação do meio de ganho pode ser alcançada usando um pulso ultravioleta. A razão pela qual os plasmons de superfície em um spaser podem funcionar de forma análoga aos fótons em um laser é que suas propriedades físicas relevantes são as mesmas. Primeiro, os plasmons de superfície são bósons: São excitações de vetores e têm spin 1, assim como os fótons. Em segundo lugar, os plasmons de superfície são excitações eletricamente neutras. E, terceiro, os plasmons de superfície são as oscilações materiais mais coletivas conhecidas na natureza, o que implica que são as mais harmônicas (isto é, interagem muito fracamente entre si). Como tal, os plasmons de superfície podem sofrer emissão estimulada, acumulando-se em um único modo em grandes números, que é a base física do laser e do spaser.
O estudo do modelo da mecânica quântica do spaser sugere que deveria ser possível fabricar um dispositivo nálogo em função ao transistor MOSFET,  mas isso ainda não foi verificado experimentalmente.